# 99.9-형사 전문 변호사-THE MOVIE
《99.9-형사 전문 변호사-THE MOVIE》(일본어: 99.9-刑事専門弁護士-THE MOVIE)는 2021년 12월 30일에 개봉 예정인 일본영화. 감독은 키무라 히사시, 주연은 마츠모토 준이다.

## 개요
- 2016년 시즌1, 2018년 시즌2가 방영된 TBS 텔레비전·일요극장 99.9 -형사 전문 변호사-의 영화화 작품으로 시즌2의 속편으로 자리매김하고 있다. 법률 사무소의 멤버는 텔레비전 드라마판의 레귤러 캐스트진이 연임해, 스기사키 하나가 본 영화의 새로운 히로인역으로 발탁되었다.

- 2021년 2월 16일에 공식 트위터로 카운트업이 실시되어, 2월 17일에 영화화가 발표되었다.

- 2018년 99.9 -형사 전문 변호사- 시즌2 시청률의 마지막회는 자신의 최고 평균 시청률 21.0%, 순간 최고 시청률 22.5%를 기록했다. 전체화 평균 시청률은 2018년의 민방 연속극에서 1위를 차지했다[1].

## 스태프
- 감독 : 키무라 히사시
- 각본 : 미우라 하야토
- 트릭 감수 : 마키타 미츠하루
- 음악 : 이즈쓰 아키오
- 기획 : 세토구치 카츠아키
- 이그제큐티브 프로듀서: 히라노 타카시
- 프로듀서: 히가시나카 케이고, 쓰지모토 타마코
- 배급 : 쇼치쿠 제작
- 프로덕션 : TBS
- 제작 : 99.9 - 형사 전문 변호사 - THE MOVIE 제작위원회

## 같이 보기
- 99.9 -형사 전문 변호사- - 2018년 방송된 텔레비전 드라마